# Georges-Guillaume Frève
Georges-Guillaume Frève (23 janvier 1869 - 25 décembre 1925) est un homme d'Église catholique romaine québécois.

## Biographie
Georges-Guillaume Frève est né le 23 janvier 1869 à Saint-Calixxte-de-Somerset au Québec,. Il effectua ses études classiques à Sherbrooke et à Saint-Hyacinthe. De 1889 à 1892, il étudia la théologie au Grand séminaire de Rimouski.
Le 25 septembre 1892, il fut ordonné prêtre au séminaire de Rimouski par l'évêque André-Albert Blais,. Le lendemain, il commença son sacerdoce comme vicaire à L'Isle-Verte. Le 24 janvier 1894, il fut nommé desservant de Cascapédia. Le 10 septembre 1894, il devint missionnaire à Saint-Laurent-de-Matapédia, puis, le 17 septembre 1896, à Cloridorme jusqu'au 20 janvier 1897,.
Par la suite, il partit pour un stage d'une durée de six ans aux États-Unis. De 1898 à 1902, il fut curé de Frontenac au Kansas où il fit construire une église en 1898 ainsi qu'un couvent et une école paroissiale en 1900. En 1903, il exerça ses fonctions à Auburn au Maine.
De 1904 à 1905, il reçut des lettres testimoniales afin de vivre au noviciat des pères Trappistes à Oka au Québec où il fut appelé « Père Auguste ». Le 20 août 1905, il fut nommé vicaire de Carleton. Le 28 septembre suivant, il devint assistant-curé à Notre-Dame-du-Lac, puis, le 11 novembre suivant, au Bic.
Le 29 septembre 1906, il fut nommé curé de Saint-Damase,. Pendant son ministère à Saint-Damase, s'éleva un débat au sujet de l'emplacement de l'église devant remplacer la chapelle utilisée jusqu'alors puisqu'une partie des paroissiens souhaitait que l'église soit construite au même emplacement de la chapelle qui servait depuis 30 ans tandis qu'une autre partie souhaitait plutôt que l'église soit construite plus près du centre géographique de la paroisse. Le curé Frève était de l'avis des seconds puisqu'il croyait que cette région, au sud-est de la paroisse, était propice au développement. Il effectua lui-même l'examen de cette région boisée et entreprit les démarches afin de faire construire un pont au-dessus de la rivière Blanche afin de pouvoir y accéder ; ce qui créa de l'animosité chez plusieurs paroissiens. Ainsi, l'évêque Blais, bien qu'il soit tacitement en accord avec lui, décida de l'affecter à une autre paroisse afin d'éviter que le désordre augmente.
Ainsi, le 11 septembre 1907, il fut nommé curé de New Carlisle. Puis, le 28 août 1910, il prit la cure de Port-Daniel,. Du 14 septembre 1912 au 30 mars 1913, il fut vicaire de Saint-Octave. Le 20 septembre 1915, il entra au noviciat des Cisterciens avant d'entrer chez les pères Trappistes à Oka le 9 juin 1917 où il demeura jusqu'en 1919,.
De mai 1919 à mai 1922, il exerça ses fonctions à Makinak dans le diocèse d'Haileybury en Ontario. De décembre 1922 à septembre 1925, il fut professeur d'anglais au collège du Sacré-Cœur à Sudbury en Ontario,.
Le 25 décembre 1925, il meurt à l'hôpital de Sudbury à l'âge de 56 ans,,.

## Annexe